# Ledeno doba
Ledena doba važan su dio Zemljine prošlosti u kojem su nastali mnogi reljefni oblici, biljne i životinjske vrste, a naposljetku tada se pojavljuje i čovjek. U ono vrijeme ledena doba imala su utjecaj i važnost za čovjekov život, uzrokovala su migracije te rasprostranjenost živog svijeta kakav mi danas poznajemo. 
Neposredno nakon ledenih doba oblikovali su se klimatski pojasi poput ovih danas. 
Danas se led nalazi u ledenjacima planinskih predjela ili u ledenim pokrovima na sjevernom i južnom polu.

## Razdoblja pojavljivanja ledenih doba
Tijekom geološke prošlosti poznata su razdoblja za vrijeme kojih je dolazilo do zaleđivanja kontinenata, glacijacije (stvaranja ledenjaka) i naglog zahlađenja. Te promjene su se kroz Zemljinu prošlost dogodile nekoliko puta i poznate su pod nazivom ledeno doba.
Smatra se da su prva ledena doba, točnije njih tri nastupila u prekambriju, točnije u proterozoiku (prije 940 i 615 milijuna godina). Zatim je uslijedilo ledeno doba u devonu (prije oko 400 milijuna godina), te u gornjem karbonu i permu (otprilike prije 295 milijuna godina). Tragova tih starih oledbi ima vrlo malo, no neki su pronađeni u Africi, Aziji, Sjevernoj Americi i Australiji.
Na tim područjima pronađeni su tiliti (više ili manje povezan morenski materijal) koji su bili naneseni u višim predjelima, ali su u kasnijim razdobljima mnogim geološkim promjenama bili pomaknuti.
Po prostornom razmještaju naslaga tilita može se potvrditi već spomenuta činjenica kako su one na ta područja stigle pomicanjem kontinenata ili drugim složenim geološkim procesima. Naime poznato je kako na nekima od tih područja danas vlada vrlo topla ili čak tropska klima, te kako na njima nema tragova novijeg ledenog doba. Pod novijim ledenim dobom smatra se ono iz pleistocena.

## Uzroci pojavljivanja ledenih doba
S vremenom su se stvorile mnoge teorije ili skupine teorija o nastanku ledenih doba.
Prva skupina bila je ona koja je uzroke ledenih doba tražila u svemiru, Suncu i međusobnom položaju Zemlje i Sunca. 
Jedna od teorija iz te skupine bila je da prostor kroz koji je putovao Sunčev sustav nije uvijek bio jednake temperature i da je do razlika u temperaturi došlo zbog plinova i prašine u pojedinim područjima. Tu teoriju podupiru i neka suvremena znanstvena dostignuća. 
Druga teorija je bila da je Sunce promjenjiva zvijezda koja u nekim razdobljima isijava više, a nekima manje topline. 
Iduća teorija bila je kako je za tako drastične klimatske promjene bilo odgovorno premještanje Zemljinih polova.

Druga skupina teorija uzroke ledenih doba tražila je na samoj Zemlji.
Jedni su smatrali da je do ledenih doba došlo zbog promjene smjera strujanja toplih, a posebno hladnih morskih struja. 
Drugi su pak smatrali kako porijeklo ledenih razdoblja leži u promjeni visine kontinenata što je utjecalo na pravac vjetrova i padalina.

Pristalice treće skupine teorija smatrali su kako se uzrok ledenih doba krije u atmosferi Zemlje. Pretpostavljaju kako atmosferski uvjeti mogu drastično utjecati na dizanje i spuštanje temperature. Posebno važnu ulogu ima količina ugljičnog dioksida i prašine u atmosferi. Smanjenjem količine ugljičnog dioksida snizila bi se temperatura na Zemljinoj površini. Dok bi povećana količina čestica prašine onemogućavala dolazak Sunčevih zraka do Zemlje i tako smanjila temperaturu unutar atmosfere. 
Sve navedene teorije vrlo su stare (nastale su uglavnom u 19. stoljeću) i većina njih je u potpunosti odbačena. No sve teorije, pa i one koje se još uvijek smatraju mogućima sadrže u sebi mnoge nelogičnosti i ne daju nam odgovore na velik broj pitanja.
Sedamdesetih godina 19. stoljeća i hrvatski geolog Gjuro Pilar, profesor geologije na Mudroslovnom fakultetu iznio je svoju teoriju o postanku ledenih doba. Prema njoj su uzroci glacijacije primarno povezani s periodičnom perturbacijom, tj. narušavanjem pravilnog kretanja Zemlje. Po Pilaru, glavni čimbenik koji je utjecao na uspostavljanje glacijacije bio je zrak, odnosno promjene energije vjetrova kao posljedica prije navedenih perturbacija. 
O točnosti ove teorije, kao u ostalom i svih drugih teorija može se diskutirati i pitanje je hoće li se pravi razlozi ledenih doba ikada moći sa sigurnošću utvrditi. Do sada jedini eksperimentalno potvrdjeni odgovor na pitanje o nastanku ledenih doba dao je srpski matematičar Milutin Milanković.

## Posljednje ledeno doba
Posljednje ledeno doba završilo je u ne tako davnoj geološkoj prošlosti, točnije s pleistocenom - prije otprilike 12 000 godina.
Svoj je vrhunac doživjelo u pleistocenu, koji se dijeli na glacijale i interglacijale. Glacijali su bili ledena razdoblja u kojima se kontinentalni led širio daleko na jug, te se usporedno s tim snježna granica spuštala mnogo niže nego što je danas. 
U kvartaru je sveukupno bilo pet glacijala i to kronološkim redom : 
1. Donau
2. Ginc
3. Mindel
4. Ris i
5. Virm

Ti glacijali dobili su imena po rijekama u području Alpa (Günz, Mindel i Riss) te jezeru Würm. Donau je dobio ime po rijeci Dunav, no postojanje tog glacijala je upitno. 
Würm je posljednje ledeno doba u Alpama, a počelo je prije 130 000 ili 120 000 godina. Završilo je prije 10 000 godina. U drugoj polovici koja je počela prije 50 000 godina na Zemlji se javlja homo sapiens fossilis.
U SAD-u su bila četiri glacijala i to redom:
1. Nebrascan
2. Kansas
3. Illinois i
4. Wisconsin

U Njemačkoj su bila samo tri glacijala, koji su također dobili imena po rijekama: 
1. Elster
2. Saale i
3. Weichsel

Službeni i opće prihvaćeni nazivi glacijala su oni koji potječu od naziva alpskih rijeka, dok se ostali nazivi koriste na lokalnoj razini (Njemačka, SAD) za imenovanje glacijala koji su na tom području trajali približno paralelno s alpskim glacijalima. Glacijali su bili različitog trajanja i isto tako različitog intenziteta. To isto vrijedi i za svaki interglacijal. To su bila razdoblja između dva glacijala u kojima je temperatura bila viša, a led se povlačio u visoke sjeverne predjele. Neki znanstvenici tvrde kako mi živimo u jednom takvom razdoblju, te kako će nakon određenog broja godina ponovno nastupiti glacijal.

### Rasprostranjenost leda tijekom posljednjeg ledenog doba
Budući da je posljednje ledeno doba bilo u razmjerno bliskoj prošlosti (s obzirom na ostala), mnogim istraživanjima utvrđen je manje-više točan prostor koji je bio prekriven ledom.
U Sjevernoj Americi led se širio u blizini Hudsonova zaljeva i prekrivao cijelu istočnu Kanadu, Novu Englesku i velika prostranstva Srednjeg zapada (područje država Illinois, Indiana, Iowa, Kansas, Michigan, Minnesota, Missouri, Nebraska, North Dakota, South Dakota, Ohio i Wisconsin). 
Ledeni pokrivač na tom prostoru bio je prosječne debljine oko 1500 metara. 
Drugi ledeni pokrivač na tom kontinentu širio se iz centra koji se nalazio u kanadskim Stjenovitim planinama i drugim visokim dijelovima na zapadu Sjeverne Amerike. Prekrivao je dijelove Aljaske, cijelu zapadnu Kanadu te dijelove država Washington, Idaho i Montana. U Europi se led širio iz centra koji se nalazio u Skandinaviji i na Baltiku. Prekrivao je Škotsku, najveći dio Britanskih otoka, Dansku, Finsku i velika područja sjeverne Njemačke, Poljske i Rusije. Manja ledena kapa kojoj je centar bio u Alpama prekrila je Švicarsku te dijelove Austrije, Italije i Francuske.
Osim na dva već spomenuta kontinenta, led je bio prisutan i na većini ostalih, ali u manjim količinama. Ledene površine prekrivale su Argentinu do 40° južne geografske širine, dijelove Novog Zelanda, te također područja Himalaje i Kamčatke u Aziji. Jedino u Africi nisu zabilježeni tragovi posljednje oledbe. 
Sveukupno, za vrijeme posljednjeg ledenog doba, led je prekrivao 24 milijuna četvornih kilometara Zemljine površine koja je danas bez leda. Samo na europskom kontinentu ležalo je u to doba 70 milijuna kubičnih kilometara leda. 
Da bi se stvorile tako velike količine leda, iz oceana je izvučeno toliko vode da se razina svjetskog mora spustila za oko 180 metara. Zbog toga su mnogi današnji otoci bili sastavni dio kopna (npr. Britanski otoci). Na prostorima morskih prolaza nastale su prevlake koje su bitno utjecale na rasprostranjenost životinjskih vrsta i čovjeka.

### Geološke promjene za vrijeme posljednjeg ledenog doba
Raspored kontinenata i oceana u kvartaru bio je gotovo identičan današnjem. Razlike su bile jedino u klimi i visini reljefa. Na njih su djelovali mnogi geološki procesi (npr. tektonskim promjenama sve današnje planine postižu današnju visinu). No najvažnije promjene, posebno klimatske, vezane su uz pojavu ledenih doba. Klimatske promjene su znatno utjecale na riječne sustave. Izmjene toplih i hladnih razdoblja odražavala je tekuća voda. Povremeno bi imala veću snagu zahvaljujući kojoj je erodirala tlo (razarački djelovala na njega) te tako povećala svoje korito. To se događalo za vrijeme interglacijala, dok bi za vrijeme glacijala, kada bi većina tekuće vode prešla u led, imala snagu koja je bila dovoljna samo za odnošenje raznog materijala koji se onda taložio u riječnim dolinama. Za vrijeme glacijacije, iznad velikih, ledom prekrivenih kontinentalnih prostora formiralo se dugotrajno polje visokog atmosferskog tlaka, anticiklone, a putanje vlažnih oceanskih zračnih masa potisnute su prema jugu. To je uspostavilo, u područjima koja nisu bila pod izravnim utjecajem sjevernih ledenih pokrova, izrazito vlažna razdoblja- pluvijale. Neka od tih područja, za ledenog doba bogata padalinama danas su velike pustinje. Također, izmjena toplih i hladnih razdoblja uzrokovala je povremeno širenje i povlačenje ledenih pokrova i pojedinačnih ledenjaka. To je pridonijelo stvaranju brojnih reljefnih oblika, te nakupljanju glacijalnih sedimenata (morene).
U Europi najdeblje glacijalne naslage nalazimo u Nizozemskoj ( do 600 metara). Morenskog materijala također ima dosta u Sloveniji u Radovljiškoj kotlini, u Kranjskom i Sorškom polju, u Ljubljanskom polju te u dolini Soče. U Hrvatskoj je glacijalni materijal prisutan na Rujanskoj Kosi i na Krasnom polju na Velebitu. U BiH ima ga u području brojnih planina kao što su Bjelašnica, Visočica, Čabulja, Velež, Šator, Troglav i dr. Morena ima i u Crnoj Gori na Durmitoru i Prokletijama, u Makedoniji na planinama Šara i Korab, te u Srbiji na Kopaoniku, te Staroj i Suvoj planini. 
Osim na ovim prostorima, glacijalni materijal nalazimo na svim mjestima gdje su bili prisutni pleistocenski ledeni pokrovi i ledenjaci.

### Život u vrijeme posljednjeg ledenog doba
Živi svijet u ledeno doba najviše su obilježile promjene. Životinje su često mijenjale stanište, tražeći bolje životne uvjete. Te su seobe bile moguće za vrijeme glacijala kada se spuštala razina mora te je bio otvoren put do otoka ili čak drugih kontinenata. Zajednice živog svijeta također su prolazile kroz mnoge evolucijske promjene prilagođavajući se na taj način životnim uvjetima.

#### Biljni svijet
Vegetacija karakteristična za ledena doba bila je tundra, koja je rasla uz rubne dijelove ledenjaka i bila vrlo otporna na hladnoću. Vrlo čest bio je sobov lišaj te mahovine. Drveća u onakvom obliku kakav mi poznajemo nije bilo. No postojala su ˝drvca˝ - polegli patuljasti grmovi bijelih cvjetova – sitnolistasta fresnica, te poleglo razgranato drvce do jedan metar visoko, gusto dlakavih grančica i sitnog, gotovo okruglog lišća - patuljasta breza. Podalje od rubova leda prostirale su se hladne stepe. To su biljne zajednice raznih vrsta trava, prošarane grmljem i rijetkim šumarcima. Protezale su se od istoka do zapada Amerike, te od francuske obale Atlantika preko srednje Europe do dalekih krajeva istočnog Sibira. Još južnije nalazili su se različiti tipovi šuma u kojima su najzastupljeniji breza i bor. Osim te dvije vrste bili su tu još lijeska, brijest, smreka, jasen, jela, grab, hrast, joha i lipa. Granice između navedenih vegetacijskih pojaseva nisu bile strogo određene, već su se pomicale ovisno o tome je li bilo razdoblje glacijala ili interglacijala.

#### Životinjski svijet
Životinje koje su naseljavale Zemljinu površinu tijekom ledenog doba vrlo su zanimljive i neobične. U mnogobrojnoj grupi životinja posebno su se isticali sisavci. Oni su u ledenom dobu bili rasprostranjeni u svim klimatskim pojasevima. Zahvaljujući svojim fiziološkim osobinama, sisavci su se mogli prilagoditi najrazličitijim životnim uvjetima, čak i onim najkritičnijim uz rubove kontinentskog leda.
Jedan od najimpresivnijih sisavaca ledenog doba bio je vunasti mamut(Mammuthus primigenius). Živio je u posljednjem glacijalu ledenog doba, za vrijeme najvećeg zahlađenja. 
Osim mamuta na prostorima tundre i hladne stepe Europe i Azije živio je i vunasti nosorog (Coelodonta antiquitatis), jedini nosorožac koji se ikada prilagodio hladnim klimatskim prilikama.
U istim krajevima kao mamute i nosoroge nalazimo i sobove (Rangifer tarandus). Živi primjerci sobova postoje i danas i to na područjima Islanda, Norveške, sjeverne Finske, sjeverne Rusije i uopće Arktičke regije svijeta.
U područjima tundre također je obitavalo i mošusno govedo (Ovibos moschatus), koje i danas živi u najhladnijim prostorima Kanade, na Grenlandu, Islandu i u sjevernoj Norveškoj.
Još jedna životinja koja je obitavala u hladnim predjelima je polarna lisica (Alopex lagopus). Taj grabežljivac i danas živi u hladnijim područjima. 
Na prostorima južnije od tundre, na područjima stepe također su živjele razne životinje. Jedna od njih bila je stepski bizon (Bison priscus), predak danas živućih bizona. 
Vrlo česta životinja u stepskim travnatim područjima bilo je izumrlo govedo (Bos primigenius). Bilo je vrlo slično današnjem domaćem govedu, no mnogo veće.
Jedna od najzanimljivijih životinja tih prostora bio je golemi jelen (Megaceros gigantens). Pripadao je jednoj od najvećih vrsta jelena koja je ikad živjela na Zemlji. Imao je ogromne lopataste rogove, raspona i do četiri metra, a svaki je rog težio oko 40 kilograma. Ta vrsta izumrla je prije desetak tisuća godina.
Još neke od životinja koje su živjele na stepskom području ledenog doba su glodavac stepska zviždara, saiga antilopa, divlji konj, los  i mnoge druge životinje. Sve one i danas postoje, a nalazimo ih u hladnijim područjima Sjeverne Amerike i Euroazije.
Pojedini sisavci ledenog doba problem nepovoljnih klimatskih uvjeta rješavali su na taj način što su veći dio godine provodile u špiljama. Neke od tih životinja su  špiljski medvjed (Ursus Spaeleous), špiljska hijena i špiljski lav. Sve te životinje su sa završetkom ledenih doba izumrle.
Osim sisavaca, za vrijeme ledenog doba živjele su i mnoge ptice, kukci i mekušci (puževi).

#### Čovjek
Pojava humanizacije, tj. nastajanja čovjekolikih stvorenja starija je od kvartara, no pojava čovjeka manje-više sličnog današnjem vezana je uz pleistocen. Od samog početka tog razdoblja žive razne vrste hominida (čovjekovih predaka) koje se vjerojatno nadovezuju na neogenski rod Ramapithecus.
Ljudima najbliži bili su hominidi Australopithecinae koji su živjeli već u neogenu, a izumrli na početku pleistocena. Živjeli su, bar se tako pretpostavlja, na području Afrike. 
Najnapredniji među njima bio je Homo habilis, koji se javlja na početku pleistocena. Taj hominid kretao se dvonožno i izrađivao primitivno oružje koje je dobivao grubom obradom kamena (odvaljivanjem ili otkidanjem).
Ovo je bila prva etapa hominizacije. Nakon toga počinje druga etapa. U njoj se pojavljuju razni oblici hominida koji se u novije vrijeme uvrštavaju u rod Homo. Razlikuju se Homo erectus erectus, Homo erectus pekinensis, Homo erectus rhodesiensis, Homo erectus heidelbergensis i drugi. Svi oni pripadaju rodu Archantropi. Specifičnost ovih hominida je u tome što su bili prvi te vrste na euroazijskom kontinentu. To potvrđuje već spomenutu činjenicu kako su se i ljudi, kao i životinje, preko zaleđenih prostora u doba glacijala širili na ona područja koja su u toplijim razdobljima bila odvojena morem i na taj način nedostupna. 
Homo erectus počinje koristiti špilje za svoje stalnije boravke, poznaje vatru, izrađuje bolje i modernije oruđe te sve više promatra život svog plijena (životinje) i podređuje mu svoj život, prateći velika krda za vrijeme njihovih seobi. Pretpostavlja se da su se pri komunikaciji koristili i nekom vrstom primitivnog jezika. Nalazište Homo erectusa nalazi se i u Hrvatskoj - u špilji Šandalji kod Pule.
U trećoj etapi javlja se skupina Palaeoanthropi. Njihova nalazišta prisutna su u Europi i Aziji. Nalazi se spominju pod različitim imenima. 
Vrsti Homo praeneanderthalensis pripisuju se nalazišta u Krapini, Ehringsdorfu u Njemačkoj, Saccopastore u Italiji i Ganovce u Slovačkoj. 
Vrsti Homo neanderthalensis pribrajaju se nalazišta Neandertal kod Düsseldorfa, Spy u Belgiji, Gibraltar, Le Moustier, La Chapelle-Aux-Saints u Francuskoj i Tešik Tašu u Uzbekistanu. Danas su te obje vrste poznate pod jednim imenom - Homo sapiens neanderthalensis.

## Završetak ledenih doba
Kraj ledenih doba karakterizira povećanje temperature i povlačenje ledenjaka i ledenih pokrova. Uz ta dva procesa također dolazi do izdizanja morske razine i nastajanja otoka i zaljeva. Svršetak posljednjeg ledenog doba definiran je otprilike 10000 godina prije nove ere. Tada se led povukao u svoje sadašnje granice i formirali su se klimatsko-vegetacijski pojasevi kakve danas poznajemo. Nakon pleistocena nastupio je holocen u kojem živimo još danas.

## Vanjske poveznice
- Objašnjenje ledenog doba  Arhivirana inačica izvorne stranice od 2. srpnja 2007. (Wayback Machine)